# Sobarocephala texensis
Sobarocephala texensis är en tvåvingeart som beskrevs av Curtis W. Sabrosky och Steyskal 1974. Sobarocephala texensis ingår i släktet Sobarocephala och familjen träflugor.
Artens utbredningsområde är Texas. Inga underarter finns listade i Catalogue of Life.